# Адолф II (Клеве-Марк)
Адолф II (на немски: Adolf von der Mark; * 2 август 1373, † 23 септември 1448) от Дом Ламарк, е през 1417 – 1448 г. граф на Клеве и Марк и от 1417 г. първият херцог на Клеве.

## Живот
Той е най-възрастният син на граф Адолф III фон Марк (1334 – 1394) и Маргарета от Юлих (1350 – 1425).
Графството Клеве е издигнато на херцогство през 1417 г. от император Сигизмунд Люксембургски. Така Адолф II е от 1417 г. първият херцог на Клеве.

## Семейство и деца
Първи брак: през 1400 г. с Агнес (1379 – 1401), дъщеря на римско-немския крал Рупрехт фон Пфалц и Елизабет от Хоенцолерн-Нюрнберг. Нямат деца.
Втори брак: през 1406 г. за Мария Бургундска (1393 – 1463), дъщеря на Жан Безстрашни, херцог на Бургундия, и Маргарета Баварска. Двамата имат децата:
- Маргарета (1416 – 1444), ∞ 1433 херцог Вилхелм III фон Бавария († 1435), II. 1441 херцог Улрих V фон Вюртемберг
- Катарина (1417 – 1479), ∞ 1423 Арнолд от Егмонт, херцог на Гелдерн
- Йохан I († 1481), 2-ри херцог на Клеве, ∞ 1455 Елизабет Бургундска (1439 – 1483)
- Елизабет (1420 – 1488), ∞ 1434 Хайнрих XXVI фон Шварцбург-Бланкенбург
- Агнес (1422 – 1446), ∞ 1439 Карл Виански, крал на Навара
- Хелена (1423 – 1471), ∞ 1436 херцог Хайнрих II фон Брауншвайг-Люнебург
- Адолф (1425 – 1492), ∞ 1453 Беатрис Португалска (1435 – 1462)
- Мария (1426 – 1487), ∞ 1440 Шарл Орлеански, херцог на Орлеан; Техният син Луи XII е крал на Франция
- Анна (* 1432), умира млада
- Енгелберт (*/† 1433)

Адолф е баща и на най-малко три извънбрачни деца.